# Édouard-Théophile Blanchard
Édouard-Théophile Blanchard (* 18. April 1844 in Paris; † 24. Oktober 1879 ebenda) war ein französischer Maler, der sich auf Landschaften, Aktbilder und mythologische Themen spezialisiert hatte.

## Leben
Blanchard entstammte einer Künstlerfamilie. Sein Vater Auguste Thomas Blanchard (1819–1898) war Kupferstecher, wie sein Großvater Jean-Baptiste Blanchard (1792–1849), sein jüngerer Bruder Ernest-Pascal (1861–1945) wurde später ebenfalls Maler. Seinen ersten künstlerischen Unterricht erfuhr Blanchard durch seinen Vater, später wurde er Schüler an der École des Beaux-Arts (EBA). Meistenteils wurde er dort von François-Édouard Picot und Alexandre Cabanel unterrichtet.
Durch die Unterstützung seiner Lehrer konnte Blanchard ab 1864 regelmäßig an den großen Jahresausstellungen des Salon de Paris der Académie des Beaux-Arts (ABA) teilnehmen. 1867 arbeitete er mit seinen Kollegen Georges Clairin und Henri Regnault zusammen um für die ABA einen Speisesaal auszuschmücken. 1868 gewann er mit seinem Ölgemälde „La mort d’Astyanax“ (Der Tod des Astyanax) den Prix de Rome. Verbunden damit war ein vierjähriger Aufenthalt an der Villa Medici in Rom, den er im Frühjahr des darauffolgenden Jahres antrat. Betreut wurde er u. a. von Ernest Hébert, dem damaligen Direktor der Académie de France à Rome.
Da sich die politische Lage nach dem Deutsch-Französischen Krieg beruhigt hatte, konnte Blanchard 1872 in Ruhe nach Frankreich zurückkehren. Er ließ sich in Paris nieder und eröffnete dort ein eigenes Atelier. Er heiratet am 15. November 1877 Aimée Charlotte Arnault und hatte mit ihr eine Tochter, Geneviève (1878–1971). Diese heiratete am 28. Juli 1903 Alexandre Sienkiewicz (1874–1943).
Édouard-Théophile Blanchard starb am 24. Oktober 1879 zu Hause, Rue de Rome 137 (17. Arrondissement) und fand seine letzte Ruhestätte auf dem Friedhof von Luzarches (Département Val-d’Oise).

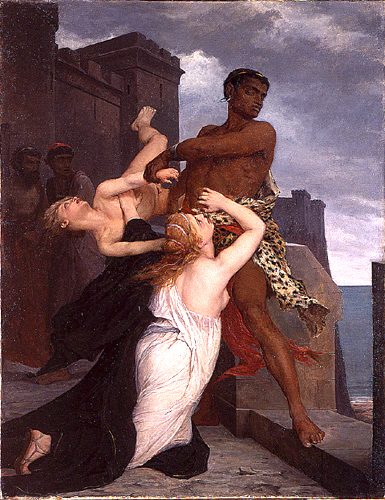
Der Tod des Astyanax (1868)
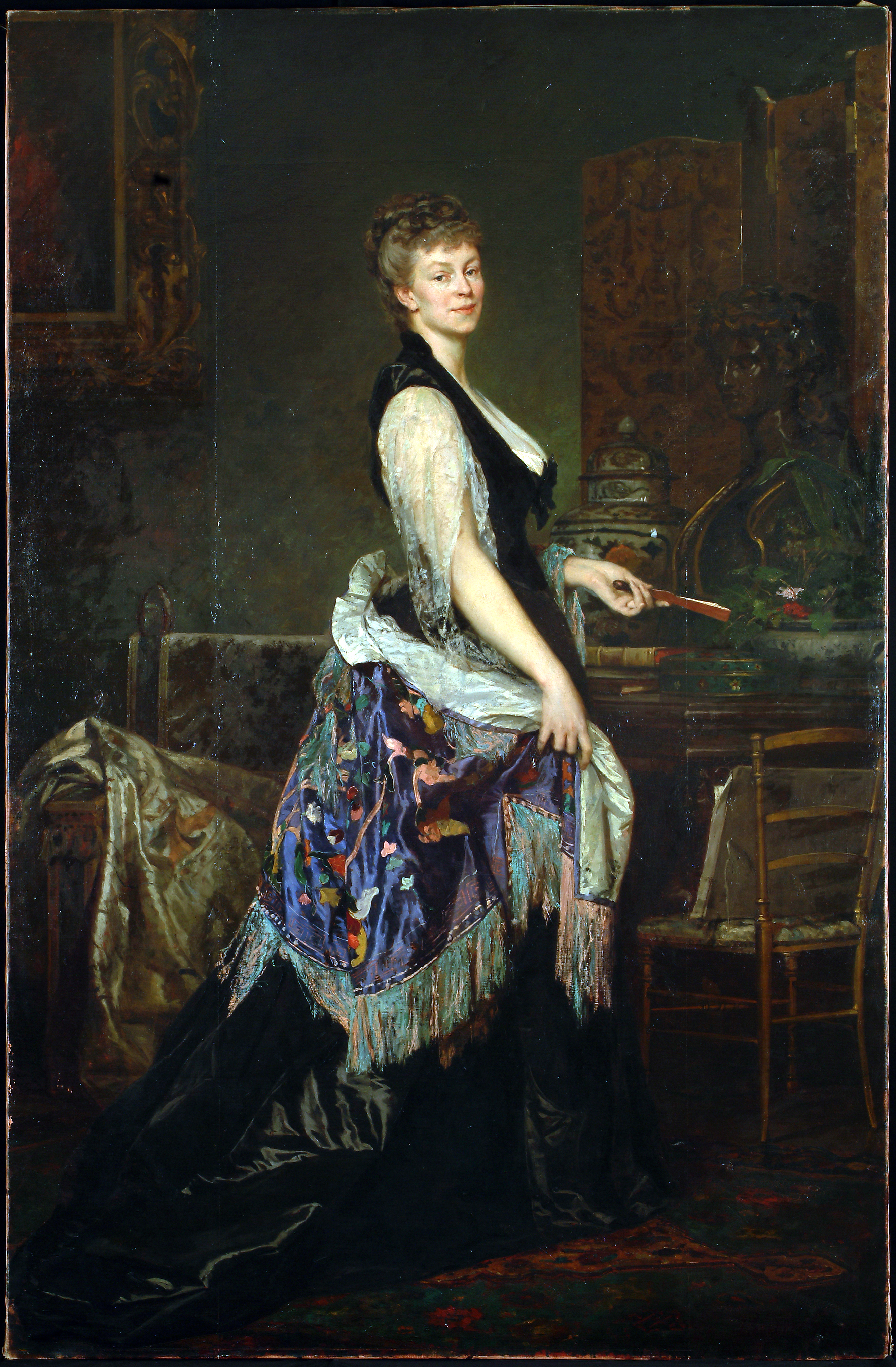
Marcello (1877), Museum für Kunst und Geschichte Freiburg
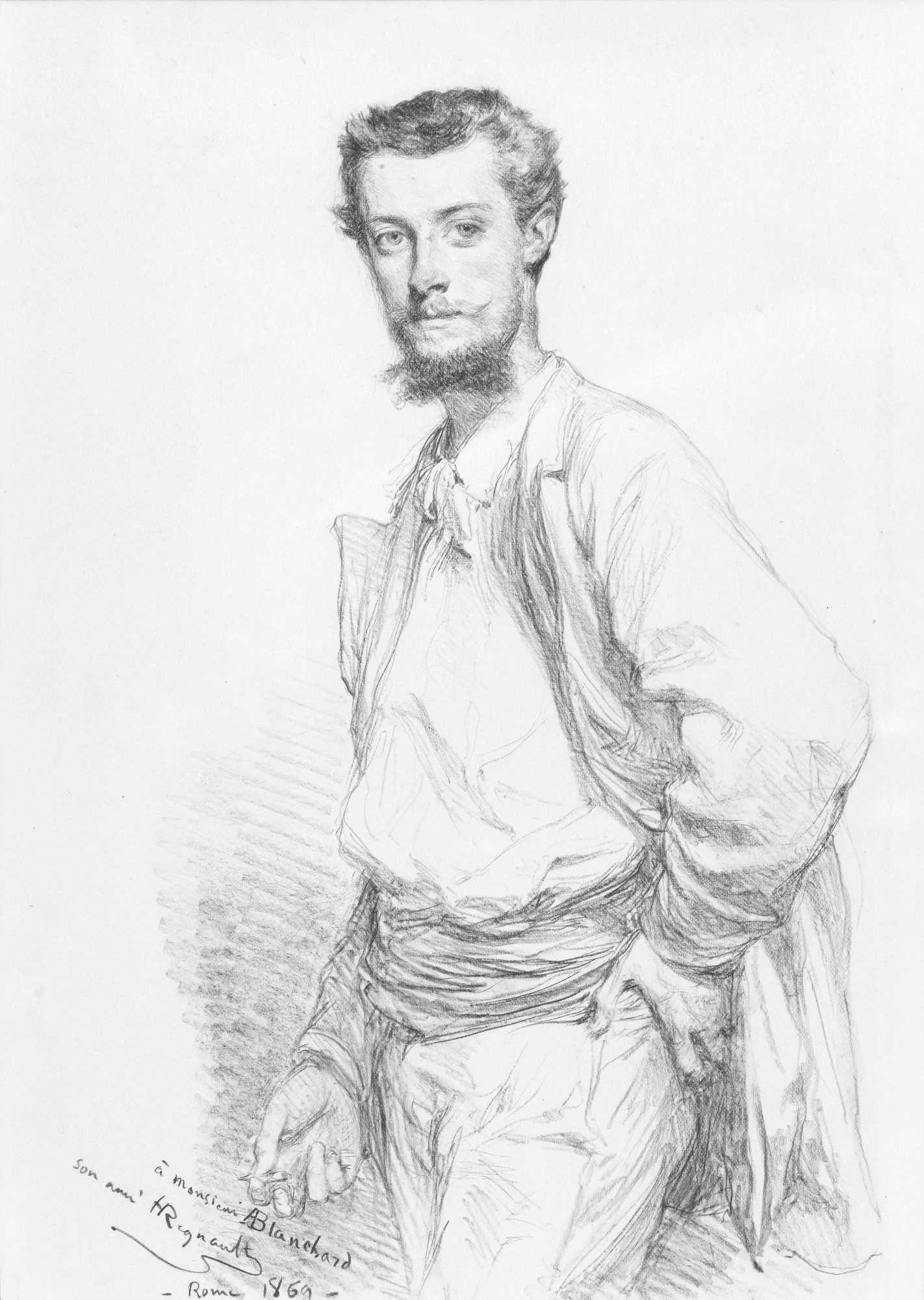
Henri Regnault: Porträt Blanchards (1869)
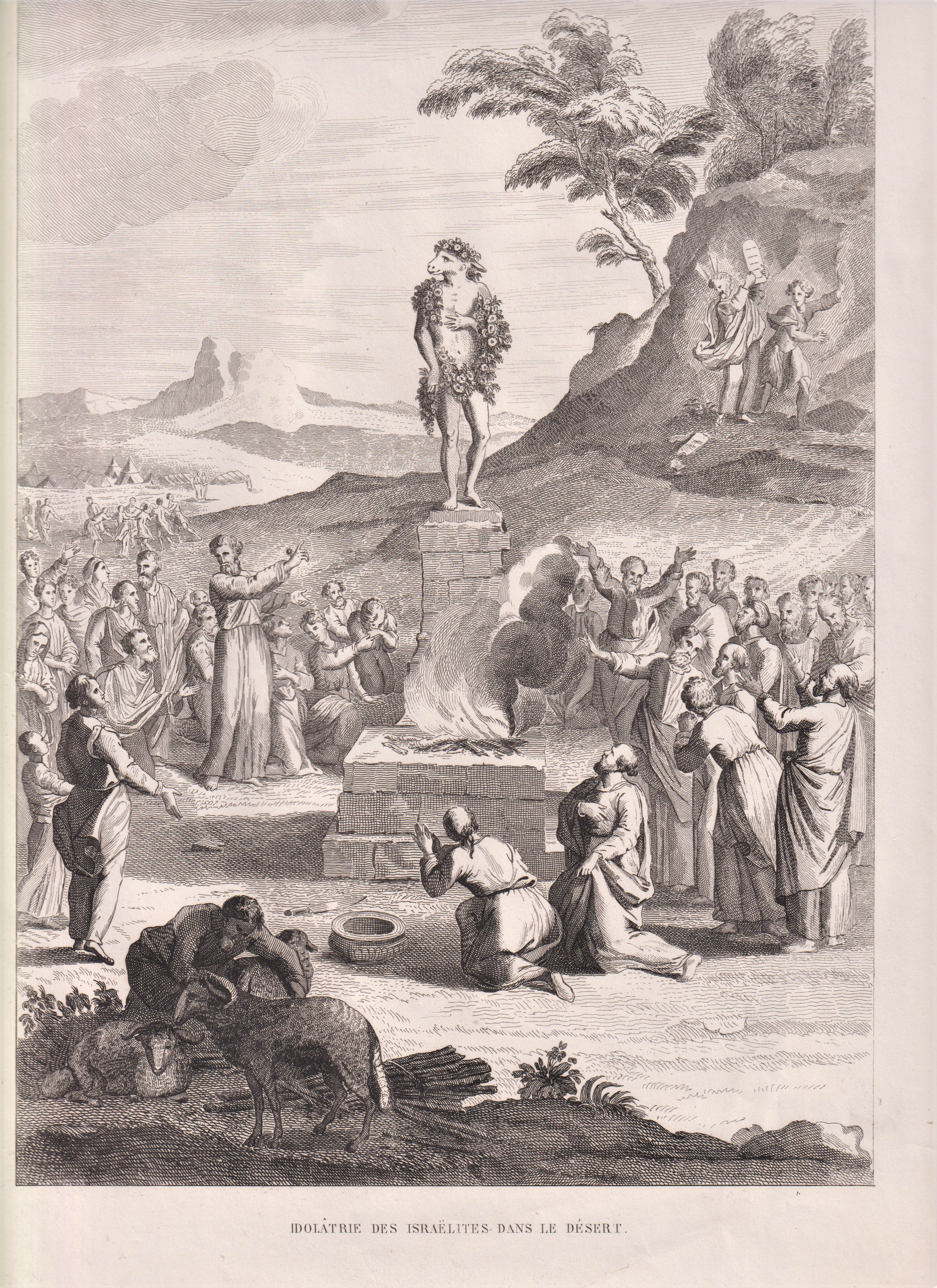
Das goldene Kalb, Radierung von Théophile Blanchard, 1844, in der Sammlung des Jüdischen Museums der Schweiz.

## Ehrungen
- 1868 Prix de Rome für sein Ölgemälde „La mort d’Astyanax“
- 1872 Medaille, 2. Klasse (ABA)